# STV Lövenich
Der STV Lövenich (vollständig Spiel- und Turnverein Lövenich 1919 e. V.) ist ein Fußballverein aus Lövenich, einem Stadtteil von Erkelenz im Kreis Heinsberg. Überregional bekannt wurde er durch seine heute nicht mehr bestehende Frauenfußballabteilung, die in der Saison 1992/93 in der Bundesliga spielte und 1987 das Endspiel des DFB-Pokals erreichte.

## Vereinsgeschichte
Der STV wurde am 9. Dezember 1945 gegründet, als sich der im Oktober 1925 gegründete Turnverein TV Eintracht Lövenich und der bereits seit 1919 bestehende Verein für Bewegungsspiele Lövenich zusammenschlossen. Die fußballerischen Wurzeln reichen jedoch in das Jahr 1911 zurück, als ein Verein namens Borussia gegründet wurde. Dieser stellte während des Ersten Weltkrieges den Spielbetrieb ein, bevor im Jahre 1919 der FK Borussia Lövenich gegründet wurde. Ein Jahr später entstand mit Viktoria Lövenich ein zweiter Verein. Im Jahre 1921 fusionierten die Borussia und die Viktoria zum VfB Lövenich.
Spielstätte des Vereins ist das Stadion am Hötzelenberg, welches Platz für 1500 Zuschauer bietet. Neben Fußball bietet der STV Lövenich noch Damenfitness, Jugendgymnastik und Mutter-Kind-Turnen an.

## Frauenfußball

### Liga

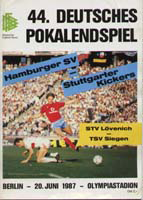
DFB-Aktuell zu den DFB-Pokalendspielen 1987

Die Abteilung wurde im Jahre 1969 gegründet und trat am 7. Juni 1969 zhu ihrem ersten Spiel gegen eine Mannschaft aus Erkelenz an. Zu diesem Zeitpunkt galt noch das im Jahre 1955 vom DFB ausgesprochene Verbot des Frauenfußballs, das erst am 31. Oktober 1970 aufgehoben wurde. Ab 1971 wurde auf Kreisebene der Ligaspielbetrieb aufgenommen, bevor sich die Mannschaft drei Jahre später für die vom FVM eingeführte Sonderstaffel qualifizierte. Im Jahre 1976 gehörten die Lövenicherinnen zu den Gründungsmitgliedern der seinerzeit erstklassigen Verbandsliga Mittelrhein. Dort stand die Mannschaft stets im Schatten der seinerzeit dominierenden SSG 09 Bergisch Gladbach. Größte Erfolge dieser Ära für den STV Lövenich waren die Vizemeisterschaften in den Jahren 1980 und 1983, in allen anderen Spielzeiten wurde die Mannschaft Dritter.
Mit Marie-Luise Gehlen stellte der Verein zwischen 1984 und 1985 eine deutsche Nationalspielerin, die insgesamt vier Länderspiele absolvierte. Im Jahre 1985 gründeten der Westdeutsche Fußballverband die Regionalliga West als deutschlandweit erste verbandsübergreifende Spielklasse. Die Lövenicherinnen erreichten stets Platzierungen im Mittelfeld der Tabelle, wobei Rang vier in der Saison 1986/87 den größten Erfolg darstellte. Drei Jahre später wurde als Sechster die Qualifikation zur Bundesliga verpasst. In der folgenden Saison 1990/91 wurde die Mannschaft in der Regionalliga Vizemeister hinter Grün-Weiß Brauweiler und zog in die Aufstiegsrunde zur Bundesliga ein. Am letzten Spieltag hätten die Lövenicherinnen einen Sieg gegen den TV Jahn Delmenhorst benötigt. Vor 1100 Zuschauern reichte es jedoch nur zu einem 1:1, so dass Tennis Borussia Berlin aufgrund eines mehr erzielten Tores neben Brauweiler aufstieg.
Die Saison 1991/92 endete für den STV Lövenich mit der Meisterschaft in der Regionalliga West. Die Aufstiegsrunde zur Bundesliga konnte dieses Mal erfolgreicher gestaltet werden. Am letzten Spieltag wurde der FC Rumeln-Kaldenhausen mit 5:3 geschlagen und sicherte dem Verein damit den Aufstieg in die Bundesliga. Als Vorletzter der Saison 1992/93 stieg die Mannschaft prompt wieder ab. Die beiden einzigen Saisonsiege wurde gegen Mitaufsteiger Delmenhorst errungen. Daheim gewann der STV mit 4:0, während auswärts mit 3:0 gewonnen wurde. Dazu kamen Unentschieden gegen Tennis Borussia Berlin und der SSG 09 Bergisch Gladbach sowie beim KBC Duisburg. Trotz des sportlichen Misserfolgs verzeichnete der STV Lövenich mit 250 Zuschauern pro Spiel den höchsten Schnitt der Bundesligasaison.
Zurück in der Regionalliga West kam die Mannschaft abgesehen von einem dritten Platz in der Saison 1993/94 nicht über Mittelfeldpositionen hinaus und musste in der Saison 1996/97 den ersten Abstieg der Geschichte hinnehmen. Trainer Toni Zündorf trat daraufhin zurück. Es sollte bis zur Saison 2000/01 dauern, bis der STV Lövenich ungeschlagen und mit einem Torverhältnis von 116:14 Toren Meister wurde und in die Regionalliga West zurückkehrte. Dort reichte es nur noch für Mittelmaß und in der Saison 2003/04 wurde die Klasse trotz vorletztem Platz nur wegen der Einführung der 2. Bundesliga gehalten. Aus Personalmangel zog der Verein die Mannschaft für die Regionalligasaison 2004/05 als auch für die Verbandsligasaison 2005/06 zurück. Ein Neubeginn zur Saison 2010/11 scheiterte.

### Pokal
Im Jahre 1986 gewann der STV Lövenich durch einen 2:1-Finalsieg über die SSG 09 Bergisch Gladbach erstmals den Mittelrheinpokal. Damit qualifizierte sich die Mannschaft für den DFB-Pokal 1986/87, wo sie die Lövenicherinnen zunächst mit 3:2 beim SC 07 Bad Neuenahr und dann mit 4:1 gegen den TuS Binzen durchsetzten. Nach einem 4:0-Sieg im Halbfinale gegen den FTSV Lorbeer Rothenburgsort erreichte die Mannschaft das Endspiel im Berliner Olympiastadion. Am 20. Juni 1987 unterlag die Mannschaft dort dem TSV Siegen mit 2:5. Die Tore für Lövenich erzielten Dorothee Schotten und Dagmar Armborst.
→ Spieldaten zum DFB-Pokalfinale 1987
Die Mannschaft sollte sich noch vier weitere Male für den DFB-Pokal qualifizieren. 1992/93 scheiterte die Mannschaft in der ersten Runde am FTSV Lorbeer Rothenburgsort. 1993/94 erhielt der STV Lövenich zunächst ein Freilos und verlor dann in Runde zwei mit 0:2 gegen den VfB Rheine. 1994/95 erhielt die Mannschaft erneut zunächst ein Freilos und unterlag dann in der zweiten Runde Grün-Weiß Brauweiler mit 0:7. Die letzte Teilnahme war in der Saison 1995/96. Nach einem weiteren Freilos kam das Aus in Runde zwei nach einem 0:5 gegen den FC Eintracht Rheine.

### Erfolge
- DFB-Pokalfinalist: 1987
- Mittelrheinpokalsieger: 1986[1]
- Meister der Regionalliga West und Aufstieg in die Bundesliga: 1992

## Männerfußball

### Geschichte
Die erste Männermannschaft spielte überwiegend in der 1. Kreisklasse bzw. der Kreisliga A des Fußballkreises Erkelenz. Lediglich in der Saison 1953/54 sowie zwischen 1976 und 1984 spielte der Verein überkreislich in der Bezirksliga. Größter Erfolg hierbei war der siebte Platz in der Saison 1978/79. Im Jahre 2001 wechselte der Verein nach einer Strukturreform des Fußball-Verbandes Mittelrhein in den Kreis Heinsberg und stieg nach einem Jahr in die Kreisliga B ab. Nach zwei knapp verpassten Meisterschaften schaffte sie 2011 im dritten Anlauf den Wiederaufstieg in die Kreisliga A. Im Jahre 2016 schloss sich der STV Lövenich mit dem Nachbarverein Viktoria Katzem zur Spielgemeinschaft SG Katzem/Lövenich zusammen. Die Spielgemeinschaft wurde im Jahre 2019 wieder aufgelöst. Dadurch startete die erste Mannschaft des STV Lövenich in der Kreisliga C neu. Im Jahre 2024 gelang der Aufstieg in die Kreisliga B, dem jedoch der sofortige Wiederabstieg folgte.

### Erfolge
- Kreismeister: 1951, 1953, 1967, 1976[1]
- Kreispokalsieger: 1948, 1949, 1957[1]

## Persönlichkeiten
- Marie-Luise Gehlen
- Ines Martin
- Judith Roth
- Gabi Wego
- Toni Zündorf